# 佐賀県道40号浜玉相知線
佐賀県道40号浜玉相知線（さがけんどう40ごう はまたまおうちせん）は、佐賀県唐津市を通る県道（主要地方道）である。

## 概要
唐津市浜玉町浜崎から唐津市相知町相知に至る。
ルートの観光地として、虹の松原・鏡山、恵日窯（唐津焼の窯元）、見帰りの滝などがあり、周辺には、鏡山や松浦川などがある。
唐津市久里以北は筑肥線跡地を使用している。

### 路線データ
- 起点：唐津市浜玉町浜崎（浜崎海岸入口交差点、国道202号交点、佐賀県道347号虹の松原線終点）
- 終点：唐津市相知町相知（山崎橋交差点、国道203号交点、佐賀県道38号相知山内線起点）

## 歴史
- 1993年（平成5年）5月11日 - 建設省から、県道浜玉相知線が浜玉相知線として主要地方道に指定される[1]。

## 路線状況

### 重複区間
- 佐賀県道306号鳥巣浜崎停車場線（唐津市浜玉町浜崎 地内）
- 国道202号（唐津市浜玉町横田下・浜玉町干居（ひつばる）交差点 - 唐津市鏡・井樋田橋交差点）
- 佐賀県道258号半田鬼塚線（唐津市鏡・鏡辻生駒交差点 - 唐津市原・唐津IC入口交差点）

### 道路施設

#### 橋梁
- 生駒大橋（半田川、唐津市）
- 五藤田橋（唐津市）
- 大牟田橋（唐津市）
- 丸熊橋（大野川、唐津市）
- 幸の元橋（伊岐佐川、唐津市）
- 山崎橋（厳木川、唐津市）

## 地理

### 通過する自治体
- 唐津市

### 交差する道路
| 交差する道路                                                         | 交差する場所 | 交差する場所                 |
| -------------------------------------------------------------------- | ------------ | ---------------------------- |
| 佐賀県道347号虹の松原線                                              | 浜玉町浜崎   | 浜崎海岸入口交差点 / 起点    |
| 佐賀県道306号鳥巣浜崎停車場線 重複区間起点                           | 浜玉町浜崎   |                              |
| 佐賀県道306号鳥巣浜崎停車場線 重複区間終点                           | 浜玉町浜崎   |                              |
| 国道202号 重複区間起点                                               | 浜玉町横田下 | 浜玉町干居（ひつばる）交差点 |
| 佐賀県道250号鏡山公園線                                              | 鏡           | 唐津市赤水交差点             |
| 国道202号 重複区間終点                                               | 鏡新開       | 井樋田橋交差点               |
| 佐賀県道258号半田鬼塚線 重複区間起点                                 | 鏡           | 鏡辻生駒交差点               |
| E35 唐津道路 E35 唐津道伊万里路 佐賀県道258号半田鬼塚線 重複区間終点 | 原           | 唐津IC入口交差点 唐津IC      |
| 佐賀県道341号山崎町切線                                              | 相知町山崎   | 山崎交差点                   |
| 国道203号 佐賀県道38号相知山内線                                     | 相知町相知   | 山崎橋交差点 / 終点          |

### 交差する鉄道
- 筑肥線

### 沿線
- 唐津市立久里小学校
- 唐津警察署 大野駐在所
- 唐津市立伊岐佐小学校